# Charles Cuisin
 (février 2014).
Si vous disposez d'ouvrages ou d'articles de référence ou si vous connaissez des sites web de qualité traitant du thème abordé ici, merci de compléter l'article en donnant les références utiles à sa vérifiabilité et en les liant à la section « Notes et références ».
Ne doit pas être confondu avec Charles-Émile Cuisin.
Charles Cuisin, né le 23 mars 1814 à Paris, mort le 22 juin 1859 à Troyes, est un peintre paysagiste français.

## Biographie
Charles Cuisin fait ses études à l'École des arts et métiers de Châlons-en-Champagne. Il expose par la suite au Salon de Paris en 1841, 1844, et 1847 ; et à l'Exposition bisannuelle de Troyes en 1841, 1843, 1845, 1847, et 1852.
L'art de Cuisin se rattache à la peinture romantique, dont il exploite la veine paysagère. Refusant d'intégrer le pittoresque ou l'image d'une nature déchaînée et violente, surpassant l'humain, Cuisin préfère les sites paisibles et d'une sévère immobilité, dont l'intérêt réside dans la poésie intérieure : une composition longuement réfléchie, de forts contrastes d'ombres et de lumières dans une ambiance crépusculaire, une atmosphère mystérieuse et méditative, distinguent ses toiles qui rappellent ainsi le travail de Caspar David Friedrich dans le domaine. Son œuvre, par l'épurement des formes et des couleurs, et par le jeu de géométrisation et de graphisme stylisé, peut nous paraître « moderne ».

## Œuvres

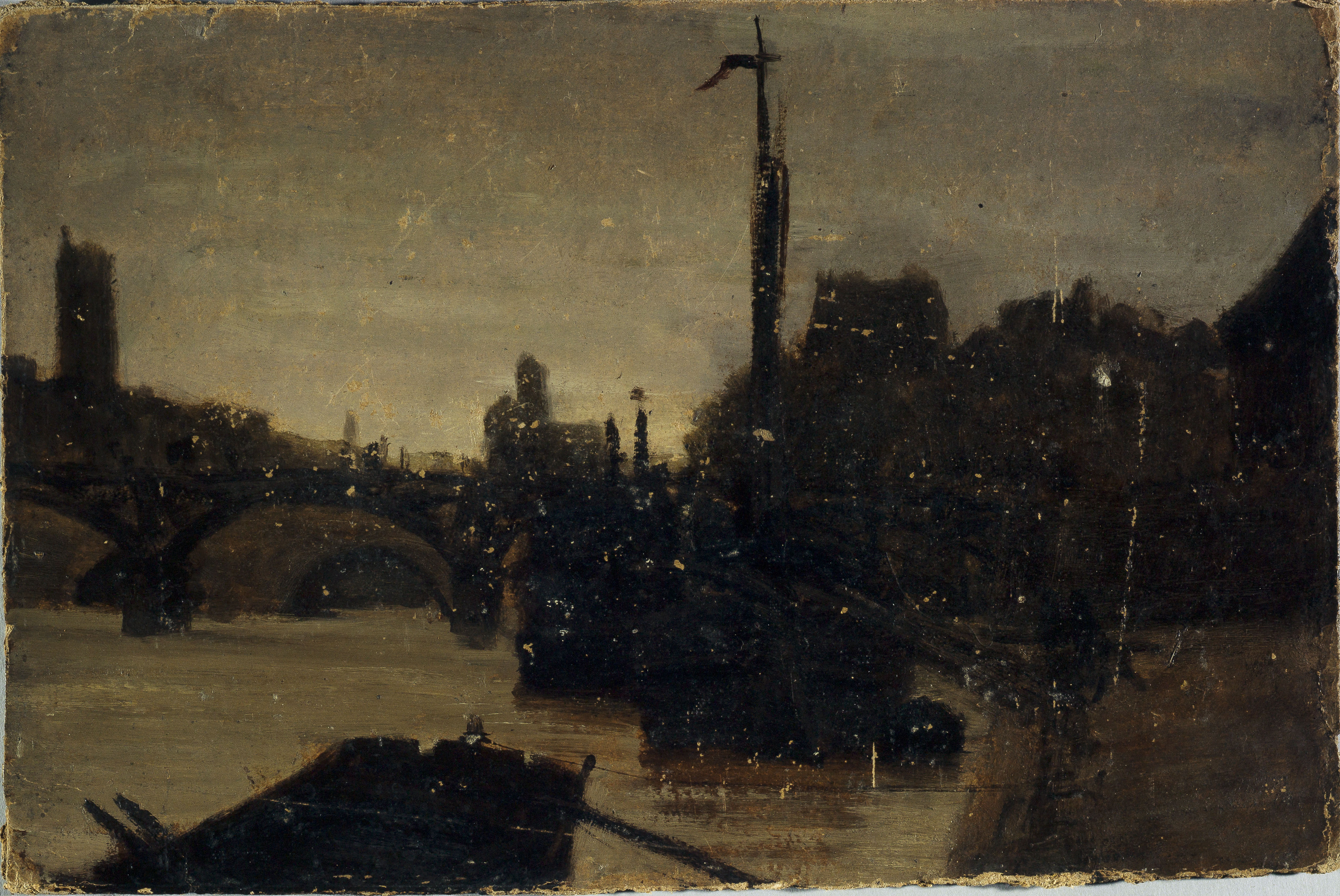
Le pont des arts.

Son œuvre n'est visible qu'à travers quelques tableaux qui nous sont parvenus.
- Effet de crépuscule, environs de Troyes. La chaussée de Vouldy, huile sur toile, Paris, musée du Louvre[3]
- Vue prise au fond des Moulins-Brûlés, effet de crépuscule, vers 1841, huile sur toile, musée des beaux-arts de Troyes
- Soleil couchant à Saint-Parres-aux-Tertres, huile sur toile, musée des beaux-arts de Troyes
- Vue prise de la place du Préau, au crépuscule, huile sur toile, musée des beaux-arts de Troyes
- Le pont de la Tournelle, Paris, musée Carnavalet
- Un pont de campagne, Paris, musée Carnavalet
- Effet de nuit, bords de Seine, Paris, musée Carnavalet
- Les bords de Seine près du Palais de Justice, effet de nuit, Paris, musée Carnavalet
- Le Pont des Arts, Paris, musée Carnavalet
- Bateaux amarrés, Paris, musée Carnavalet
- Campagne, environs de Paris, Paris, musée Carnavalet
- Vue générale de Paris, Paris, musée Carnavalet
- Les toits de Paris, Paris, musée Carnavalet